# Sareea Freeman
Sareea Monaye Freeman (San Jose, 25 ottobre 1991) è una pallavolista, allenatrice di pallavolo e dirigente sportivo statunitense, opposto dell'Athletes Unlimited.

## Carriera

### Giocatrice

#### Club
Sareea Freeman muove i primi passi nella pallavolo con la Sunnyside HS, partecipando ai tornei californiani per scuole superiori. Dopo il diploma gioca a livello universitario nella NCAA Division I, facendo parte della Florida State dal 2009 al 2012, disimpegnandosi nel ruolo di centrale; durante gli anni trascorsi con le Seminoles fa anche parte della squadra di pallacanestro.
Firma il suo primo contratto professionistico in Ungheria, dove nella stagione 2013-14 partecipa alla Nemzeti Bajnokság I col Vasas, conquistando la coppa nazionale. Si trasferisce quindi nelle Filippine, dove col PLDT vince la V-League Reinforced Open Conference 2015. Nel gennaio 2016 approda al Regatas Lima, col quale partecipa alla seconda parte della Liga Nacional Superior de Voleibol, restando legata al club anche nella stagione 2016-17, durante la quale inizia a giocare da opposto e conquista lo scudetto, venendo premiata come MVP e miglior opposto. 
Nel campionato 2017-18 si accasa nella Volleyball Thailand League col Supreme Chonburi, conquistando un altro scudetto, venendo premiata come miglior giocatrice straniera, e la Thai-Denmark Super League 2018; alla conclusione degli impegni in Thailandia, torna a giocare per gli ultimi mesi della LNSV 2017-18 col Regatas Lima. Nel gennaio 2019 torna in campo in Turchia, partecipando alla seconda metà della Voleybol 1. Ligi 2018-19 e conquistando la promozione in Sultanlar Ligi con lo Yeşilyurt.
Rientra quindi in patria, dove nel 2021 partecipa alla prima edizione dell'Athletes Unlimited.

### Allenatrice
Nel 2014 fa la sua prima esperienza da assistente allenatrice alla SUNY Albany, mentre dal 2017 ricopre per un triennio il medesimo ruolo alla Chicago State.

### Dirigente sportivo
Nel 2020 riceve l'incarico di direttrice delle operazioni alla Butler.

## Palmarès

### Club
- PVL Reinforced Open Conference femminile: 1

2015
- Campionato peruviano: 1

2016-17
- Campionato thailandese: 1

2017-18
- Coppa d'Ungheria: 1

2013-14
- Thai-Denmark Super League: 1

2018

### Premi individuali
- 2011 - NCAA Division I: Minneapolis Regional All-Tournament Team
- 2016 - Liga Nacional Superior de Voleibol: Miglior centrale
- 2017 - Liga Nacional Superior de Voleibol: MVP
- 2017 - Liga Nacional Superior de Voleibol: Miglior opposto
- 2018 - Volleyball Thailand League: MVP straniera